# Paride Tumburus
Paride Tumburus, né le 8 mars 1939 à Aquilée, dans la province d'Udine, dans la région du Frioul-Vénétie Julienne et mort le 23 octobre 2015 dans la même ville, est un footballeur italien des années 1960.

## Biographie
En tant que milieu de terrain, Paride Tumburus est international italien à quatre reprises (1962-1963) pour aucun but marqué.
Il participe aux Jeux olympiques de 1960. Il ne joue pas contre Taïwan, mais est titulaire contre la Grande-Bretagne, contre le Brésil (carton jaune), contre la Yougoslavie (but à la 109e minute) et contre la Hongrie. Il termine quatrième du tournoi.
Il participe à la Coupe du monde de football de 1962, au Chili. Il est titulaire contre le Chili mais ne joue pas contre la Suisse ni contre la RFA. L'Italie est éliminée au premier tour.
Il joue dans trois clubs italiens : Bologne FC, Vicenza Calcio et US Rovereto. Il remporte une Serie A en 1964 et une Coupe Mitropa en 1961.

## Palmarès
- Coupe Mitropa

- - Vainqueur en 1961
- Championnat d'Italie de football
  - Champion en 1964
  - Vice-champion en 1966